# L'Âge ingrat (Achille Talon)
Pour les articles homonymes, voir L'Âge ingrat.
L'Âge ingrat est le titre d'une bande dessinée de la série Achille Talon, dessinée par Greg. On y rencontre, outre une gargouille femelle, un savant fou et un garagiste, trois frères dont le bronzage a un peu pâli. On y déguste un Beaujolais nouveau du XIVe siècle qui, contre toute attente, a fort bien vieilli.